# Johann Melchior Sauter

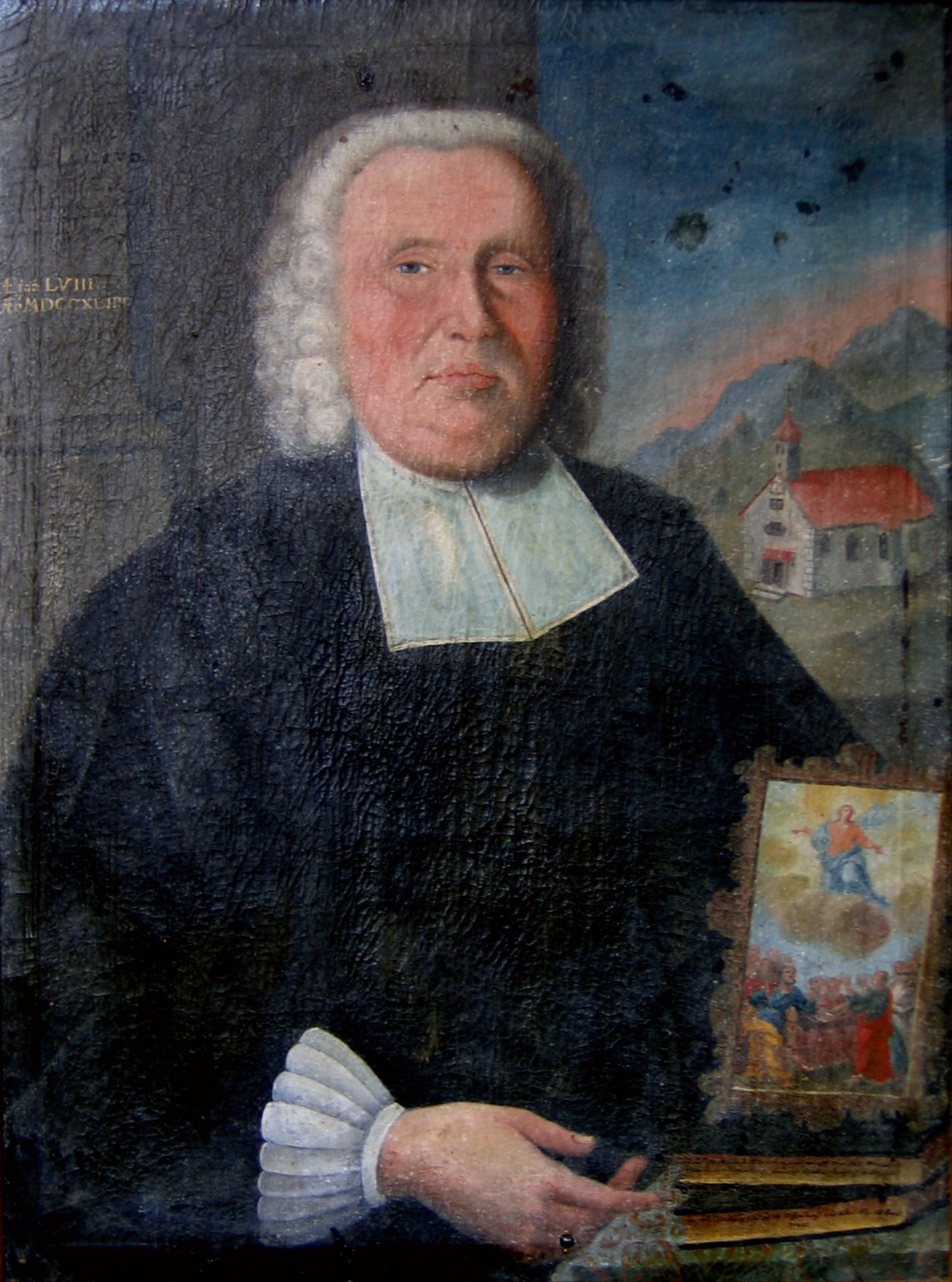
Johann Melchior Sauter

Johann Melchior Sauter (* 16. September 1686 in Schleinsee; † 16. April 1746 in Wasserburg (Bodensee)) war ein deutscher Dekan und Pfarrherr.

## Leben
Sauter wurde im Jahr 1686 als erstes von acht Kindern seiner katholischen Eltern Eva, geborene Güntherin, und Johannes Sauter in einem Schupflehenhof in Schleinsee, heute ein Ortsteil Kressbronns im Bodenseekreis, geboren. Eine seiner beiden Schwestern übernahm später die Landwirtschaft, ein Bruder wurde Wirt in Wasserburg, zwei andere Brüder, Johann Georg (* 23. April 1694; † 1754) und Gallus Anton (* 19. Oktober 1697; † als Kaplan in Haslach), wählten ebenfalls einen geistlichen Beruf.

### Ausbildung und Berufe
Schon frühzeitig zeigte Sauter Interesse an Studien, bastelt Messgewänder und Altäre aus Papier. So wurde er als Ministrant im Kloster des Heiligen Paulus von Theben in Langnau aufgenommen. Hier lernte er Musik und auch Latein. In der damals von Benediktinern geleiteten Territorialabtei Wettingen-Mehrerau  absolvierte er die höheren Studien, später studierte er in Salzburg Theologie, Recht und Philosophie. Nachdem er 1709 in Salzburg die Priesterweihe empfangen hatte, wurde Sauter 1711 mit der Doktorwürde beider Rechte (lat. Doctor iuris utriusque) ausgezeichnet.
Melchior Sauter wurde Hofmeister des Grafen Ernst von Montfort, durch den er 1716 in die Pfarrstelle in Neukirch eingesetzt wurde. 1720 übergab ihm der Fürstabt von St. Gallen die besser dotierte Pfarrei Wasserburg, die er bis zum 24. März 1746 führte. Aufgrund seiner Gelehrsamkeit wurde Sauter zum Geistlichen Rat des Bischofs von Konstanz und 1726 zum Dekan des Landkapitels Lindau ernannt.

### Tod

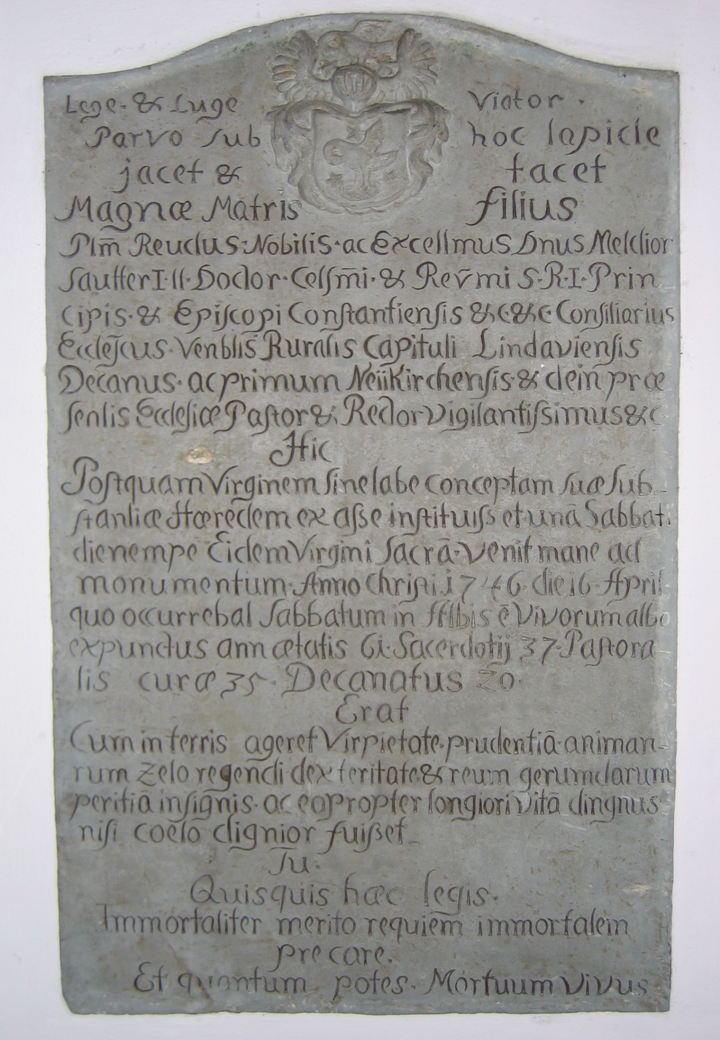
Grabplatte des J. M. Sauter

Sauter starb, an Wassersucht leidend, am 16. April 1746. Die heute in der Wasserburger Pfarrkirche angebrachte Grabtafel schildert seinen priesterlichen Lebenslauf und seine Verdienste:
Übersetzung des lateinischen Textes der Grabtafel:
Lies, und trauere Wanderer! – Unter diesem schlichten Stein liegt und schweigt der Sohn der Großen Mutter, der erlauchte und ehrwürdige, edle und ausgezeichnete Herr Melchior Sauter, Doktor iuris utriusque, des Hochgeborenen und Hochwürdigsten Fürstbischofs von Konstanz etc. Geistlicher Rat, des Ehrwürdigen Landkapitels Lindau. Dekan, zuerst in Neukirch und dann der hiesigen Kirche Pfarrer und wachsamster Leiter etc.

Nachdem dieser die unbefleckte Jungfrau zur Universalerbin seines zeitlichen Vermögens eingesetzt hatte, kam er an einem Samstag, der eben dieser Jungfrau geweiht ist, ins Grab, im Jahre nach Christi Geburt 1746, am 16. April, auf welchen der Samstag vor dem Weißen Sonntag fiel. Aus dem Buch der Lebenden wurde er gestrichen in seinem 61. Lebensjahr, seines Priesterstandes im 37., seiner pfarramtlichen Tätigkeit im 35. Jahr, im 20. seines Dekanats.

Solange er auf Erden weilte, war er ausgezeichnet durch Frömmigkeit, Klugheit, Eifer für die ihm anvertrauten Seelen, Rechtschaffenheit und Erfahrenheit in seiner Amtsführung. Und deswegen hätte er ein längeres Leben verdient, wäre er nicht noch mehr des Himmels würdig gewesen.

Du, wer du auch sein magst, der du dieses liesest, erbitte für ihn, der sich unsterblich verdient gemacht hat, die ewige Ruhe.

Und soweit du vermagst, ahme im Leben dem Toren nach!
Die Grabplatte zeigt auch Sauters Wappen: Ein sich die Brust öffnender und von drei Sternen umgebener Pelikan in seinem Nest.

### Testament
Melchior Sauter hinterließ ein 1739 erstelltes Testament. Dieses wurde 1744 erneuert und 1748 bestätigt. 500 Gulden vermachte er „seiner“ Kapelle am Schleinsee und 5000 Gulden gingen ein in eine Kaplanei-Pfründe für diese Kapelle. Dazu kamen noch Grundstücke in Gattnau, Nitzenweiler und dem ehemaligen Nonnenbach (heute Kressbronn).
Aus der Stiftung heraus ist es möglich einen Priester zu besolden, die Kapelle soll, so das Testament, ein Mittelpunkt für die Bevölkerung werden: An drei Tagen jeder Woche soll eine Heilige Messe für den Stifter und dessen Eltern gelesen, sonn- und feiertags die Kinderlehre gehalten, an den Marien-Hauptfesten Predigt und Rosenkranz verrichtet und vom Maria-Himmelfahrtstag (15. August) bis Mariä Namen (12. September) jeden Tag (Frauendreißiger) eine Messe gelesen werden.

## Mariä-Himmelfahrt-Kapelle

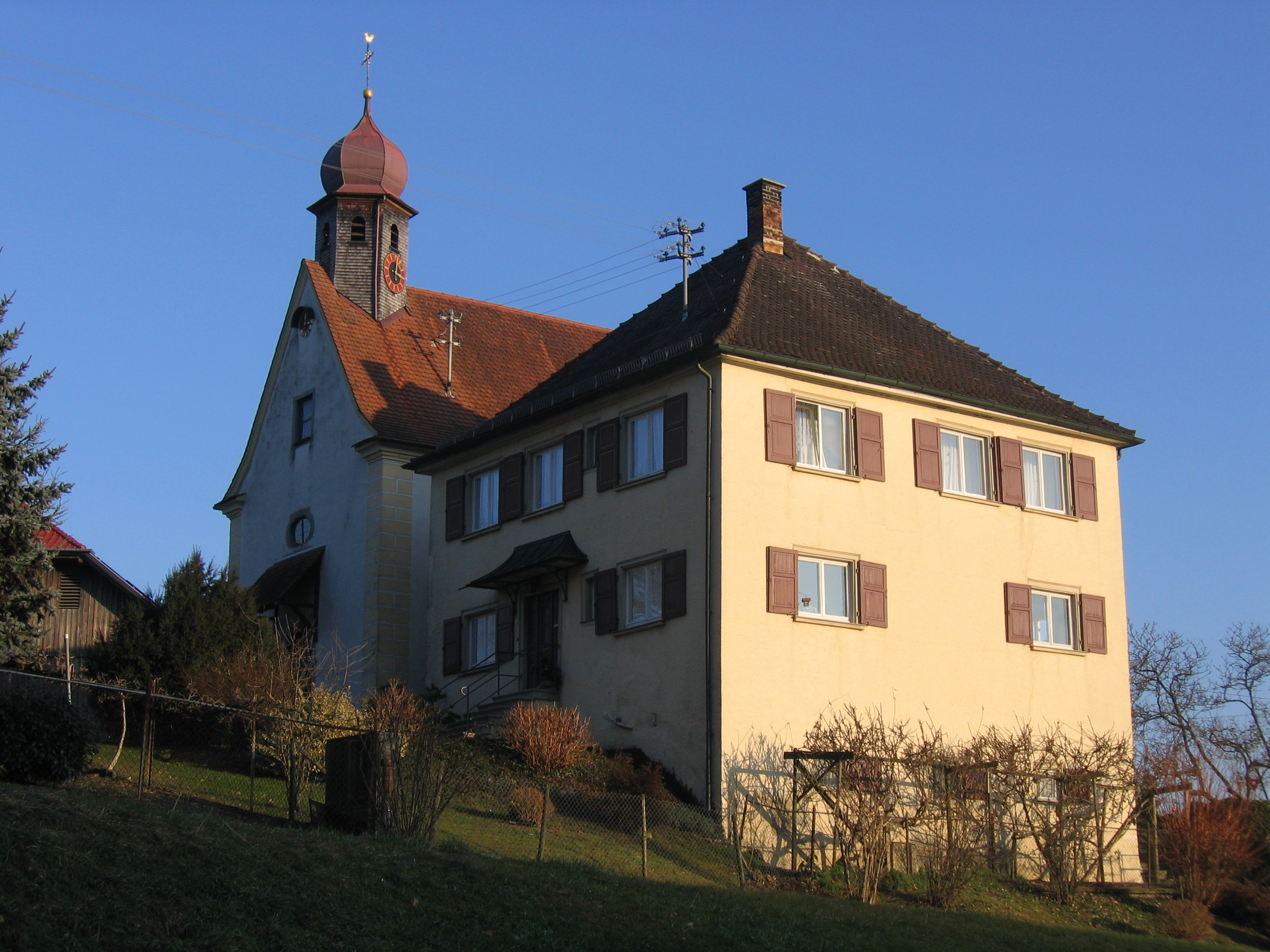
Mariä-Himmelfahrt-Kapelle mit ehemaliger Kaplanei

Im Jahr 1737 stiftete Johann Melchior Sauter die Kapelle zur Hl. Maria mit der dazugehörigen Kaplanei (1755 fertiggestellt) im heutigen Kressbronner Ortsteil Schleinsee. Nach der Grundsteinlegung am 18. Juli und einhundert Tagen Bauzeit wurde die Kapelle am 28. Oktober 1737 durch Sauter – in Vertretung des Konstanzer Weihbischofs Johann Anton Franz von Sirgenstein – eingeweiht. Die endgültige Weihe erfolgte durch den Konstanzer Weihbischof Franz Karl Joseph von Fugger-Glött am 7. Juli 1746.
Die Architektur der Kapelle spiegelt die Formsprache und Thematik des Barock wider. Im Inneren zeigen die Altarbilder – umrahmt von Figuren der Heiligen Johannes von Nepomuk und Franz Xaver – eine Himmelfahrt im Chor und an den Seitenaltären die Anbetung der Könige sowie die Heilige Familie.
In den Blickpunkt gelangt die Kapelle alljährlich am 15. August: Dann wird dort zu Mariä Aufnahme in den Himmel das Patrozinium gefeiert.
Im Chorraum der Kapelle hängt heute ein Ölgemälde, das Sauter, 58-jährig, als Vater der Kapelle zeigt: In schwarze Amtstracht gekleidet deutet seine linke Hand auf ein Bild, das die Himmelfahrt Maiens zeigt, und seine rechte Hand zeigt auf zwei Bücher (Zeichen seiner Gelehrsamkeit). Im Hintergrund des Bildes ist die von ihm gestiftete – „seine“ – Schleinseekapelle zu sehen.